# Liechtenstein na Letnich Igrzyskach Olimpijskich 1996
Liechtenstein na Letnich Igrzyskach Olimpijskich 1996 reprezentowały dwie zawodniczki. Wzięły udział w zawodach lekkoatletycznych i w judo.

## Kadra

### Judo

#### Kobiety
- Birgit Blum

### Lekkoatletyka

#### Kobiety
- Manuela Marxer